# Hipoteza integracji

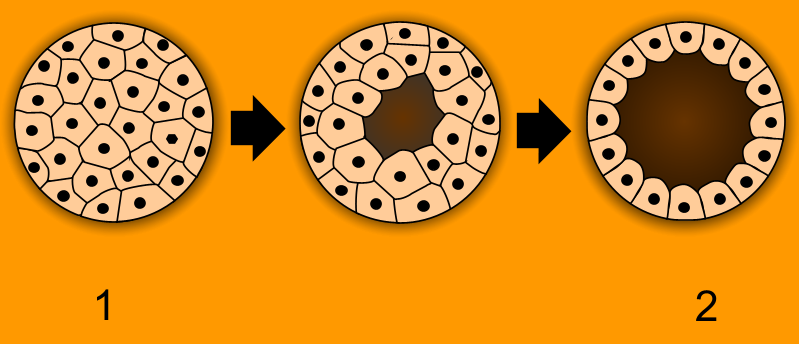
Hipoteza integracji tłumaczy powstanie zwierząt, odwołując się do gastrulacji, czyli przemiany blastuli (po lewej) w gastrulę (po prawej)

Hipoteza integracji, hipoteza kolonialnego pochodzenia Metazoa – jedna z hipotez, a właściwie zbiór kilku podobnych hipotez postawionych w celu wytłumaczenia powstania wielokomórkowców (Metazoa), a więc zwierząt.
Zakładają one homologię listków zarodkowych, korzystając zarazem z pierwszej części hipotezy Gastrei, opartej na zasadzie rekapitulacji.
Hipotezy integracji upatrują przodków zwierząt w pierwotniakach o pojedynczym jądrze w komórce, prowadzących kolonijny tryb życia, podobnie jak w hipotezie Gastrei, wedle której zwierzęta pochodzą od takich właśnie, kulistego kształtu kolonii jednokomórkowców. Rozmnażały się one przez podział komórki i dzięki temu w drodze podziału kolonii powstać miały organizmy podobne do blastuli.
Na początku więc istniała kolonia jednokomórkowców o kulistym kształcie, taka jak współczesne kolonie na przykład Volvox. Podobnie w rozwoju zarodkowym występuje kuliste stadium blastuli. Przechodzi ono następnie proces gastrulacji, czyli przemiany w gastrulę, który przebiega różnymi drogami. Przez odwołanie się do tych różnych sposobów gastrulacji tworzy się konkretne teorie integracji, które podzielić można na teorie powstawania pelagicznych oraz bentonicznych form gastruli.
Do teorii pelagicznych form pośrednich zaliczyć można poglądy wskazujące na formę gastruli w postaci gastrei (a więc samą hipotezę Haeckla), fagocyteli i planuli. Teoria gastrei bazuje na gastrulacji przez inwaginację (wpuklenie) z formą pośrednią w postaci depei oraz gastrei jako najbardziej bazalnego przedstawiciela tkankowców.

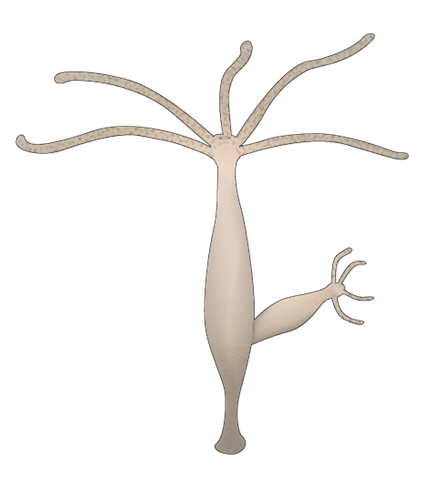
Stopień skomplikowania gastruli osiągnęły współczesne parzydełkowce, jak stułbia

Teoria fagocytelli sformułowana została przez Miecznikowa. W jej ujęciu gastrulacja przebiegała przez imigrację wielobiegunową, prowadzącą do wypełnienia jamy blastuli luźną tkanką, przez przemieszczenie się komórek z warstwy zewnętrznej. Zaczęły się one różnicować, nabyły wici i możliwości ruchu, dzięki czemu przemieściły się do jamy blastuli, pozostawiając po sobie otwory w warstwie zewnętrznej. Utworzył się organizm zwany fagocytellą. Obecnie gastrulacja przebiega właśnie tak u gąbek i parzydełkowców. Istnieje rozbudowana wersja tego poglądu, zwana hipotezą galertoidu Bonika, Grasshoffa i Gutmanna, opisująca dokładniej powstanie kanałów, którymi pokarm dostawał się do wnętrza fagocytelli.
Natomiast gastrulacja drogą delaminacji (rozblaszkowania) prowadzi do organizmu zwanego planulą. Jest to ujęcie Lankastera.
Teorie powstawania bentonicznych form pośrednich uwzględniają teorię plakuli i bilaterogastrei. Ta pierwsza została sformułowana przez Bütschlego, opisującego opadanie blastuli z pelagialu na dno morskie. Organizm przystosował się doń poprzez spłaszczenie oraz zróżnicowanie grzbietowej i brzusznej strony ciała, pełniących funkcję odpowiednio: ochrony przed napastnikami oraz odżywiania. Podobnie wygląda budowa płaskowców.
Jägersten widział z kolei pierwotnie żyjącą w toni wodnej formę blastuli, która wtórnie zeszła na dno, wytwarzając symetrię dwuboczną, związaną z aktywnym, pełzającym ruchem po dnie morskim. Na skutek wpuklenia powstało u niej jelito z zachyłkami, w których powstały z kolei gonady. Ponownie wracając do życia w toni wodnej dała ona początek parzydełkowcom i żebropławom, a z organizmów pozostałych na dnie powstała forma bilaterogastrei, z której wyewoluowały pierwouste i wtórouste.